# Monaster Przemienienia Pańskiego i św. Jakuba
Monaster Przemienienia Pańskiego i św. Jakuba (cs./ros. Спасо-Яковлевский монастырь), także monaster Przemienienia Pańskiego, św. Jakuba i św. Dymitra (Спасо-Яковлевский Димитриев монастырь) – prawosławny męski klasztor w Rostowie, położony nad jeziorem Niero przy ul. Engelsa, w jurysdykcji eparchii jarosławskiej Rosyjskiego Kościoła Prawosławnego.

## Historia
Według tradycji twórcą monasteru był Jakub, biskup rostowski, wygnany z urzędu z powodu okazania łaski skazanej na śmierć kobiecie, jednak historia ta znana jest jedynie z późnego, XVIII-wiecznego żywotu świętego biskupa, będącego w dodatku kompilacją tekstów poświęconym innym świętym. Żywot sytuuje czas powstania klasztoru na ostatnią dekadę XIV w., przed 1392. Faktycznie na początku w. XV klasztor istniał, w latopisach jest mowa o jego zniszczeniu podczas najazdu Edygeja na Rostów. Odbudowany monaster został zniszczony ponownie w 1608 r. podczas Wielkiej smuty. Monaster ten nosił wezwanie Poczęcia św. Anny.
Za rządów pierwszych Romanowów klasztor został odbudowany i otrzymywał kolejne nadania carskie, dzięki czemu w 1679 r. miał we władaniu 18 opuszczonych podczas smuty miejscowości, dysponował także prawem łowienia ryb w Wieksnie, zaś w 1652 r. otrzymał dzwon pamiątkowy po zmarłym patriarsze moskiewskim i całej Rusi Józefie. W 1690 r. na mocy wspólnej gramoty carów Iwana i Piotra monaster otrzymał ziemię przylegającą do jego murów, by móc wznieść na tym terenie domy dla kapłanów, diakonów i chórzystów cerkiewnych. W latach 50. XVII w. klasztor został podporządkowany domowi biskupiemu w Rostowie. Uzasadnieniem tej decyzji był fakt, iż na jego terenie znajdował się grób biskupa Jakuba, podczas gdy pozostali święci hierarchowie rostowscy spoczywali w katedralnym soborze Zaśnięcia Matki Bożej w kompleksie biskupiej rezydencji w Rostowie. Jednak w piśmie metropolity rostowskiego Jonasza do cara z 1690 r. wskazano, iż monaster „opustoszał wskutek morowego powietrza”. Jonasz wzniósł na terenie klasztoru pierwszą kamienną, a nie, jak dotychczasowe, drewnianą cerkiew. Jonasz wybrał na jej patrona Trójcę Świętą, jednak w połowie XVIII w. wezwanie to zmieniono na to, które nosiła drewniana świątynia na tym samym miejscu, tj. Poczęcia św. Anny.
W 1709 r. w monasterze, zgodnie ze swoim życzeniem, został pochowany metropolita rostowski Dymitr. W 1723 r. klasztor przejął majątki dwóch innych likwidowanych wspólnot w Rostowie i rejonie, razem z blisko 300 chłopami pańszczyźnianymi. Dzięki temu możliwa stała się rozbudowa zabudowań niezamożnego dotąd monasteru, w tym XVII-wiecznej kamiennej cerkwi, którą powiększono o ołtarz św. Jakuba Rostowskiego. W 1752 r. otwarto grób metropolity Dymitra, co stało się początkiem kultu biskupa, formalnie kanonizowanego w 1757 r.
Fakt, iż w klasztorze znajdowały się relikwie Dymitra Rostowskiego, uchronił wspólnotę przed likwidacją po wydaniu w 1764 r. przez Katarzynę II ukazu o sekularyzacji majątków monasterskich i likwidacji części klasztorów. W 1765 r. caryca zdecydowała, iż monaster otrzyma status stauropigii i zaliczyła go do klasztorów II klasy, otrzymujących co roku półtora tysiąca rubli z kasy państwowej. W tym samym roku biskup rostowski Atanazy przyłączył do monasteru Przemienienia Pańskiego i św. Jakuba sąsiadujący z nim do tej pory samodzielny klasztor Piesocki. W II połowie XVIII w. miała miejsce przebudowa całego kompleksu klasztornego. Ostatnie drewniane budynki zostały zastąpione murowanymi, w latach 80. XVIII w. wzniesiono nowy refektarz i dom przełożonego wspólnoty. W latach 1795–1801 trwała budowa drugiego soboru klasztornego pod wezwaniem św. Dymitra, ufundowanego przez hrabiego Nikołaja Szeriemietjewa. Natomiast w 1836 r. z daru przekazanego przez hrabiankę Annę Orłową-Czesmeńską przebudowano zbudowaną w 1824 r. cerkiew św. Jakuba i wstawiono nową rakę z relikwiami tegoż świętego. W klasztorze przebywało na początku XIX w. 16 mnichów i posłuszników.
W 1888 r. monaster stracił status stauropigialnego, został natomiast stałą siedzibą biskupów rostowskich, wikariuszy eparchii jarosławskiej. W przededniu rewolucji 1917 r. w kompleksie klasztornym znajdowały się dwa sobory i cztery cerkwie.
Po rewolucji październikowej wspólnota monastyczna funkcjonowała do 1928 r. Mnichom odebrano większą część budynków mieszkalnych, lecz sobory Poczęcia św. Anny i św. Dymitra pozostawały czynne. W zabudowaniach klasztornych w 1919 r. krótko funkcjonował lazaret, następnie, na początku lat 20., więzienie i kolonia karna. Majątek monasteru został znacjonalizowany, a podczas konfiskaty kosztowności cerkiewnych z cerkwi klasztornych wyniesiono cenne naczynia liturgiczne i inne wyposażenie. W 1918 r. kompleks monasterski uznano za zabytek architektury staroruskiej i objęto ochroną państwową. Żadna z cerkwi klasztornych nie została zburzona; były wykorzystywane jako magazyny, natomiast w pozostałych budynkach rozmieszczono mieszkania. W połowie lat 80. monaster został otwarty dla zwiedzających jako muzeum, jednak już w 1991 r. zdecydowano o zwróceniu obiektów Rosyjskiemu Kościołowi Prawosławnemu, który ogłosił reaktywowanie wspólnoty.
Po 1991 r. honorowymi przełożonymi monasteru byli każdorazowo biskupi jarosławscy, zastępowani w bieżącym kierowaniu klasztorem przez namiestników. 

## Architektura
Cały położony nad brzegiem jeziora kompleks klasztorny otoczony jest murem kamiennym wzniesionym w XVIII w. na miejscu dawnych, drewnianych ogrodzeń. Mur nie zachował się w całości – nie przetrwała część ściany zachodniej. Bramy wjazdowe na teren klasztoru położone są od strony północnej i południowej i zostały dobudowane do starszego muru w latach 30. XIX w. Główna brama od północy zdobiona jest frontonem z tympanonem wspartym na dwóch parach kolumn; wyższą kondygnację obiektu wzniesiono na planie czworoboku, zaś najwyższą – ośmioboku zwieńczonego kopułą. Brama południowa, od strony jeziora, różni się od północnej brakiem tympanonu, co czyni ją bardziej monumentalną. Z końca XVIII w. pochodzą natomiast baszty w narożnikach muru, zbudowane w stylu klasycystycznym z pseudogotyckimi elementami.
Sobór Poczęcia św. Anny (pierwotnie Trójcy Świętej) zbudowany został w XVII w. w stylu typowym dla głównych monasterskich świątyń. Jest to budowla na planie kwadratu, pięciokopułowa, z trzema absydami i trzema pomieszczeniami ołtarzowymi, wyjątkowo skromnie, jak na swoje przeznaczenie, zdobiona z zewnątrz. We wnętrzu świątyni w latach 1689–1690 wykonano dekorację malarską; jest to jeden z najcenniejszych zachowanych zespołów fresków szkoły jarosławskiej. W kolejnych scenach we freskach tych ukazano historię ziemskiego życia Chrystusa (część fresków to ilustracje przypowieści), historię życia Abrahama oraz życie Jakuba, założyciela monasteru. Freski charakteryzuje dynamika ukazywanych scen i dążenie twórców do realistycznego ukazania świata, a także wielość przedstawionych postaci ludzkich. Ikonostas dla soboru powstał ostatecznie dopiero w latach 1762–1765 w pracowni Sysoja Szołomotowa i Stiepana Boczkariowa w Ostaszkowie, reprezentuje styl barokowy. 
Wzniesiony w ostatnich latach XVIII w. sobór św. Dymitra utrzymany jest w stylu klasycystycznym. Główna nawa świątyni wzniesiona jest na planie kwadratu, zamiast tradycyjnych w architekturze ruskiej pięciu kopuł (piatigławia) architekci umieścili nad nawą kopułę posadowioną na szerokim bębnie, zwieńczoną latarnią otoczoną balkonem, a w narożnikach głównej nawy pięć niższych kopuł. Od północy i południa znajdują się wejścia do budynku, zdobione masywnymi portykami z rzędami korynckich kolumn. Z kolei od zachodu główne wejście do soboru zdobi portyk z kolumnami jońskimi, podtrzymujący tympanon. Górne partie ścian zostały dodatkowo ozdobione płaskorzeźbami. Dekoracja malarska wnętrza cerkwi została wykonana krótko po jej konsekracji przez rostowskiego chłopa-ikonografa Porfirija Riabowa w stylu klasycystycznym-akademickim.
Dobudowany w 1836 r. budynek refektarza łączy sobór św. Dymitra z cerkwią św. Jakuba, wzniesioną w 1824 r. na miejscu starszej świątyni pod tym samym wezwaniem, zbudowanej w r. 1725. Natomiast poza obrębem klasztornych murów znajduje się sobór Przemienienia Pańskiego, pierwotnie należący do monasteru Piesockiego.